# Samba de uma Nota Só
"Samba de uma Nota Só" é uma canção com música de Tom Jobim e letra de Newton Mendonça. A letra em inglês, One Note Samba, foi escrita por Jobim.
Seu título refere-se à linha principal da melodia, no qual primeiro consiste em uma longa série de notas tocadas em um mesmo tom, no ritmo da bossa nova (geralmente D, tocado na chave de G). Os primeiros oito compassos consistem em D, seguidos por quatro compassos de G, e por fim quatro compassos de D. Aí depois seguem-se quatro compassos de melodia mais variada.
A canção ficou bem conhecida depois de atingir uma vasta audiência através do LP de bossa nova Jazz Samba (Getz/Byrd/Jobim), de 1962, ganhador do Grammy e que alcançou o primeiro lugar no Billboard 200 em 1963.

## Regravações notáveis
- Sylvia Telles - Amor Em Hi-Fi (1960)
- Caterina Valente - Samba Di Una Nota (1962)
- Stan Getz e Charlie Byrd - Jazz Samba (1962)
- Quincy Jones - Big Band Bossa Nova (1962)
- Antonio Carlos Jobim - The Composer of Desafinado, Plays (1963)
- Eydie Gormé - Blame It On The Bossa Nova (1963)
- June Christy - Something Broadway, Something Latin (1965)
- Sérgio Mendes - Herb Alpert Presents Sérgio Mendes & Brasil '66 (1966)
- Frank Sinatra e Antonio Carlos Jobim - Sinatra & Company (1967)
- Perrey and Kingsley - Kaleidoscopic Vibrations: Spotlight on the Moog (1967)
- Barbra Streisand (pout-porri com "Johnny One Note") - Barbra Streisand...and Other Musical Instruments (1973)
- Kaye Ballard & Miss Piggy in an episode of "The Muppet Show"
- Ella Fitzgerald - Ella Abraça Jobim, Pablo, (1981)
- Stereolab Herbie Mann - Red Hot + Rio (1996)
- Bossacucanova - Revisited Classics (1998)
- Stereolab - Aluminum Tunes (1998)
- Al Jarreau - Improvisations (1998)
- Bebel Gilberto Vinicius Cantuaria - Next Stop Wonderland (1998)
- Eumir Deodato & Barbara Mendes - no Bossa Nova (film) (2000)
- Olivia Ong - A Girl Meets BossaNova 2 (2006)
- The Postmarks - By the Numbers (2008)
- Percy Faith - Latin Themes for Young Lovers (1965)